# Галактуронова кислота
Галактуронова кислота — утворюється в організмах за допомогою процесу окислення первинного гідроксилу галактози, до карбоксильної групи.
Галактуронова кислота являється поліфункціональним з'єднанням завдяки наявності альдегідної, гідроксильної та карбоксильної груп. Вона є структурним компонентом багатьох вищих полісахаридів, через що широко зустрічається в природі.